# Molly Peters
Molly Peters (Walsham-le-Willows, Suffolk; 15 de marzo de 1942-30 de mayo de 2017) fue una actriz británica, más conocida por su papel en la película de James Bond Operación Trueno.

## Carrera
Actuó solamente en tres películas en los años 1960. Su aparición más reconocida fue el papel de la chica Bond Patricia Fearing, una enfermera que cuida la salud de James Bond (interpretado por Sean Connery) mientras está de vacaciones en una clínica de salud en Operación Trueno (1965).
Fue la primera chica Bond a quien se vio quitarse la ropa en la pantalla en la serie Bond. Apareció en el número de noviembre de 1965 de Playboy. Su aparición fue como parte de un edición especial titulada James Bond's Girls, de Richard Maibaum. Su carrera como actriz empezó a decaer luego de Operación Trueno.

## Vida personal
Se casó y vivió con su marido en Ipswich, Suffolk. Tuvieron un hijo, que falleció antes que la propia Peters. En 2011, Peters sufrió un accidente cerebrovascular leve.

## Muerte
Murió el 30 de mayo de 2017, a la edad de 75 años.

## Filmografía
- Baker's Half-Dozen (1967)
- Armchair Theatre (1967)
- Don't Raise the Bridge, Lower the River (1967)
- Das Experiment (1966)
- Target for Killing (1966)
- Operación Trueno (1965) como Patricia Fearing
- Peter Studies Form (1964)